# 금호 분기점
금호 분기점(Geumho JC)은 대구광역시 북구 금호동에 설치된 경부고속도로와 중앙고속도로, 중부내륙고속도로지선이 만나는 분기점이자 중부내륙고속도로지선의 종점이다. 인근에 금호강이 있고, 북구 금호동 및 사수동과 마주보고 있다. 대한민국에서 얼마없는 터빈형 분기점이기도 하다. 부산 방향으로 가는 차량들이 중앙고속도로와 경부고속도로가 모두 밀릴 때 창원 및 남해고속도로, 남해고속도로제2지선으로 우회해서 가기 위해 중부내륙고속도로지선을 이용하기 위해서 많이 이용하기도 한다.

## 연혁
- 1984년 6월 28일 : 구마고속도로 이현 분기점 (현.서대구 나들목) ~ 금호 분기점 구간 개통과 함께 영업 개시
- 1994년 12월 15일 : 중앙고속도로 금호 분기점 ~ 칠곡 나들목 구간 개통[1]
- 2019년 8월 13일 : 2021년 10월 30일까지 분기점 H램프 확장 공사를 위해 대구광역시 북구 금호동 ~ 팔달동 구간 도로구역 변경[2]

## 구조물 정보
- 위치: 대구광역시 북구 금호동, 팔달동

## 접속하는 노선

### 부산방면
- 경부고속도로 (17번), 중앙고속도로 (14번) (중첩구간)

### 서울방면
- 경부고속도로 (17번)

### 춘천방면
- 중앙고속도로 (14번)

### 현풍방면
- 중부내륙고속도로지선 (9번)